# Gambia en los Juegos Olímpicos de Sídney 2000
Gambia estuvo representada en los Juegos Olímpicos de Sídney 2000 por dos deportistas, un hombre y una mujer, que compitieron en atletismo.
La portadora de la bandera en la ceremonia de apertura fue la atleta Adama N'Jie. El equipo olímpico gambiano no obtuvo ninguna medalla en estos Juegos.